# Municipio de Morris (condado de Greene)
El municipio de Morris (en inglés, Morris Township) es un municipio del condado de Greene, Pensilvania, Estados Unidos. Tiene una población estimada, a mediados de 2023, de 535 habitantes.

## Geografía
Está ubicado en las coordenadas 39°58′23″N 80°18′30″O / 39.97306, -80.30833 (39.972958, -80.308462).

## Demografía
Según la estimación 2018-2022 de la Oficina del Censo, los ingresos medios de los hogares son de $73,889 y los ingresos medios de las familias son de $103,646. Alrededor del 10.9% de la población está por debajo de la línea de pobreza.